# 2300 Jackson Street (bài hát)
"2300 Jackson Street" là đĩa đơn năm 1989 do The Jacksons phát hành từ album cùng tên. Bài hát đạt tới vị thứ 9 trên bảng xếp hạng đĩa đơn Billboard R&B.

## Xuất hiện trong video
- Austin Brown
- Autumn Joy Jackson
- Brandi Jackson
- Jaimy Jackson
- Jackie Jackson
- Janet Jackson
- Jeremy Maldonaldo Jackson
- Jermaine Jackson, Jr.
- Joe Jackson
- Jourdynn Michael Jackson
- Katherine Jackson
- Michael Jackson
- Randy Jackson
- Rebbie Jackson
- Sigmund Esco Jackson, Jr.
- Stacee Brown
- Tito Jackson
- Taj Jackson
- TJ Jackson
- Taryll Jackson
- Yashi Brown

## Bảng xếp hạng
| Bảng xếp hạng (1989)        | Vị trí cao nhất |
| --------------------------- | --------------- |
| Billboard R&B Singles chart | 9               |
| UK Singles Chart            | 76              |
| Dutch Singles Chart         | 39              |